# Hernán Cristante
Hernán Cristante (* 16. September 1969 in La Plata) ist ein ehemaliger argentinischer Fußballtorwart und heutiger Trainer.

## Karriere

### Spielerlaufbahn
Bereits im Alter von vier Jahren begeisterte Cristante sich für den Fußballsport und liebte schon immer die Rolle des Torwarts, weil diese über einen ganz speziellen Charakter verfügt.
Seine Profikarriere begann Cristante bei seinem Heimatverein Gimnasia y Esgrima de La Plata, für den er zwischen 1990 und 1993 insgesamt 55 Spiele absolvierte. Anschließend wurde er vom mexikanischen Erstligisten Deportivo Toluca verpflichtet, bei dem er bis zur Saison 2009/10 unter Vertrag stand, aber in den 1990er Jahren mehrfach auf Leihbasis für argentinische Klubs spielte. Zwischen 1998 und 2009 war Cristante dann Stammtorwart der Diablos Rojos und gewann mit ihnen insgesamt fünf Meistertitel. Damit ist er der Spieler des Deportivo Toluca FC, der die meisten Meistertitel gewonnen hat. Einen weiteren Rekord stellte er 2008 auf, als er in den Spielen der mexikanischen Liga 772 Minuten ohne Gegentor blieb.
Bei der Copa América 1995 hütete er das Tor für die argentinische Nationalmannschaft.
Im Jahr 2002 schloss er seinen Trainerlehrgang erfolgreich ab und 2004 eröffnete er eine Fußballschule mit dem Namen Centro de Formación Deportivo Hernán Cristante, in der junge Talente ausgebildet werden.

### Trainertätigkeit
Nach seiner aktiven Karriere wurde Cristante Trainer. Mindestens seit Juli 2017 zeichnet er in dieser Funktion für die Mannschaft des mexikanischen Klubs Deportivo Toluca verantwortlich.

## Privates
Neben seiner Fußballtätigkeit studierte Cristante Betriebswirtschaft an der Universidad Nacional de La Plata.
Er heiratete seine Jugendfreundin, die im selben Viertel wohnte. Mit ihr hat er drei Töchter: (* 1998), (* 2000) und (* 2003).
In seiner Freizeit spielt er Saxophon und liest gerne, besonders über wissenschaftliche, historische und religiöse Themen.

## Erfolge
- Mexikanischer Meister: Verano 1999, Verano 2000, Apertura 2002, Apertura 2005, Apertura 2008
- Mexikanischer Supercup: 2003, 2006
- CONCACAF Champions’ Cup: 2003